# Ágnes Gerébová
Ágnes Gerébová (maďarsky Geréb Ágnes, * 20. prosince 1952 Segedín) je maďarská psycholožka, gynekoložka a porodní asistentka, zakladatelka dvou prvních maďarských porodních center a obhájkyně práva na přirozený porod.
V souvislosti s asistencí u domácích porodů byla vyloučena z maďarské Gynekologicko-porodnické společnosti a také jí byl Etickým výborem maďarské Lékařské komory zakázán výkon lékařské praxe.
Dne 5. října 2010 byla zatčena krátce poté, co zavolala ambulanci k dítěti, které u ní klientka při konzultaci neočekávaně porodila. Gerébová je obviněna z kvalifikovaného nedbalostního ublížení na zdraví v souvislosti s dřívějšími porody. Maďarské úřady na ni uvalily vazbu, aby jí zabránily do rozhodnutí soudu pomáhat u domácích porodů. Může dostat trest jeden rok až pět let vězení. Případ oživil spory mezi zastánci a odpůrci domácích porodů a v několika zemích včetně Prahy se na podporu Gerébové konala protestní shromáždění. V únoru 2018 byla odsouzena na dva roky odnětí svobody. Trest musí nastoupit 6.3.2018.